# Rodovia José Roberto Magalhães Teixeira
A Rodovia José Roberto Magalhães Teixeira (SP-83), também conhecida como Anel Viário de Campinas, é uma rodovia transversal do estado de São Paulo, administrada pela concessionária Rota das Bandeiras, projetada e construída para desafogar o trânsito da cidade de Campinas, bem como facilitar a conexão com o Aeroporto de Viracopos. Atualmente, faz a conexão entre as rodovias D. Pedro I, Anhanguera, Bandeirantes, além da Campinas-Valinhos e Vinhedo-Viracopos.

## Denominações
Recebe as seguintes denominações em seu trajeto:
Nome:	José Roberto Magalhães Teixeira, Rodovia
- De - até:	Interligação das SP-65 - SP-330 - SP-348 - SP-324 (Campinas)
- Legislação: Lei 9.672 de 14/05/97

O nome foi dado por força de Lei em homenagem ao ex-prefeito de Campinas Magalhães Teixeira, que faleceu em 1996.

## Descrição
O Anel Viário é composto por duas pistas e cinco importantes trevos de ligação com a Rodovia Miguel Melhado Campos, Rodovia dos Bandeirantes, Rodovia Anhanguera, Campinas-Valinhos e Rodovia Dom Pedro I. Trata-se de uma alternativa para as viagens, representando economia de tempo e combustível.
O trecho inicial, que faz a ligação entre as rodovias D. Pedro I, Campinas-Valinhos e Rodovia Anhanguera, com 12km, foi inaugurado no ano de 2001 pela Dersa. Com obras iniciadas  em 20 de junho de 2013 e finalizadas em 8 de dezembro de 2015, a concessionária Rota das Bandeiras entregou a expansão de 5,8 km até a Rodovia dos Bandeirantes, com o investimento de 183 milhões. Em 29 de janeiro de 2022, pela mesma concessionária, foi entregue o prolongamento de 3,8km até a Rodovia Miguel Melhado Campos.
O traçado inicial da rodovia já era previsto desde o anos 70. Na época, com o nome de "Rodovia do Contorno", estava prevista a ligação do km 103 da Rodovia Anhanguera com o km 87 da mesma via, inclusive com a intersecção da SP-91. Entretanto, apenas o trecho entre o Km 103 da Anhanguera e a SP-81, a época chamado de Asa Norte foi entregue em 1972. Hoje, este traçado foi absorvido pela Rodovia Dom Pedro I. O trecho restante da Rodovia do Contorno, previsto como Asa Sul, saiu do papel apenas em 2001, sob o nome de Rodovia José Roberto Magalhães Teixeira.

## Características
A Rodovia José Roberto Magalhães Teixeira foi entregue ao tráfego em 8 de agosto de 2001. Ele faz a ligação entre a Rodovia D. Pedro I e o Aeroporto de Viracopos, num trecho de 22 km de extensão.
- Tamanho total da rodovia - 22,0 km
- Início - Campinas  Trevo Abram Steinberg km 0,0
- Término - Campinas km 22
- Sentido - Norte Sul - Campinas - Valinhos - Campinas
- Pedágios - Não há
- Balança - Não há
- SAU -Serviço de Atendimento ao Usuário: - km 15, em Campinas, pista sul
- Polícia Rodoviária - Não há
- VDM  Volume Diário Médio - 48.000 - Veículos dia[3]

Fonte: DERSA e Rota das Bandeiras

### Extensão
- Km Inicial: 0,000
- Km Final: 22,000

## Expansão

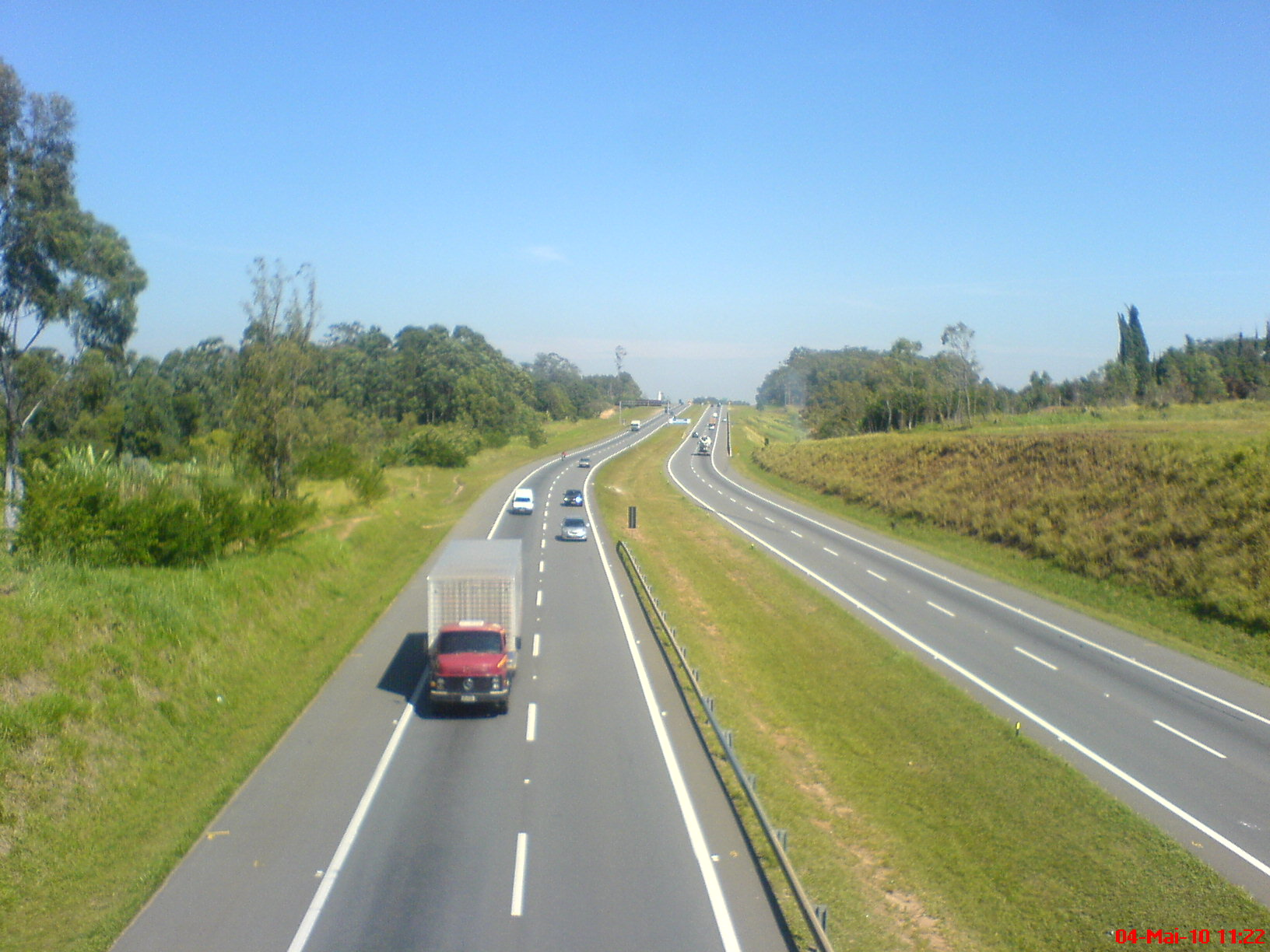
Trecho do Anel Viário em Valinhos.

### Contorno Sul
Futuramente, ainda sem prazo definido, estipula-se uma nova expansão até a Rodovia Santos Dumont.

### Contorno Norte
O Contorno Norte é uma rodovia planejada para ser um Rodoanel em volta de Campinas. O custo da nova rodovia não foi informado, mas a Rota das Bandeiras vai investir R$ 200 milhões no prolongamento do anel viário, obra que será feita em duas etapas. A primeira, avaliada em R$ 120 milhões, vai ligar as rodovias Anhanguera e dos Bandeirantes. Depois serão mais R$ 80 milhões para a construção do trecho entre a Bandeirantes e a Rodovia Miguel Melhado Campos (SP-324) até Viracopos. A execução desta obra está prevista para os seis primeiros anos da Concessão do Corredor D. Pedro I, ou seja, até 2015.
O projeto de construção de uma nova estrada surgiu de uma obrigação da concessionária e que consta no contrato de concessão: a empresa tem que monitorar a rodovia sob sua responsabilidade, para acompanhar o nível de serviços. Toda vez que detecta aumento de tráfego ou outro problema, tem que comunicar à Artesp e apresentar alguma solução. A nova estrada é uma solução de futuro, mas que tem urgência, porque apesar das remodelações feitas no acesso das rodovias Bandeirantes e Anhanguera à D. Pedro I, o entroncamento já está saturado.